# 1596
- Wikisource

| Calendário gregoriano                                                        | 1596 MDXCVI                         |
| Ab urbe condita                                                              | 2349                                |
| Calendário arménio                                                           | 1045 – 1046                         |
| Calendário bahá'í                                                            | -248 – -247                         |
| Calendário budista                                                           | 2140                                |
| Calendário chinês                                                            | 4292 – 4293 Início a 29 de janeiro  |
| Calendário copta                                                             | 1312 – 1313                         |
| Calendário etíope                                                            | 1588 – 1589                         |
| Calendários hindus - Vikram Samvat - Calendário nacional indiano - Cáli Iuga | 1651 – 1652 1517 – 1518 4696 – 4697 |
| Calendário Holoceno                                                          | 11596                               |
| Calendário islâmico                                                          | 1004 – 1005                         |
| Calendário judaico                                                           | 5356 – 5357                         |
| Calendário persa                                                             | 974 – 975                           |
| Calendário rúnico                                                            | 1846                                |
| Calendário solar tailandês                                                   | 2139                                |

1596 (MDXCVI, na numeração romana)  foi um ano bissexto do século XVI do actual Calendário Gregoriano, da Era de Cristo,  e as suas letras dominicais foram  G e F (52 semanas), teve início a uma segunda-feira e terminou a uma terça-feira.
| Ano completo                            |
| --------------------------------------- |
| Ano bissexto com início à segunda-feira |

## Eventos
- Ano de criação do Termômetro.
- Devido a várias calamidades houve grande fome na ilha Terceira, Açores.
- Jan Huygen van Linschoten, faz um mapa de Angra, denominado: "A Cidade de Angra na Ilha de Jesus Cristo da Terceira...".

## Nascimentos

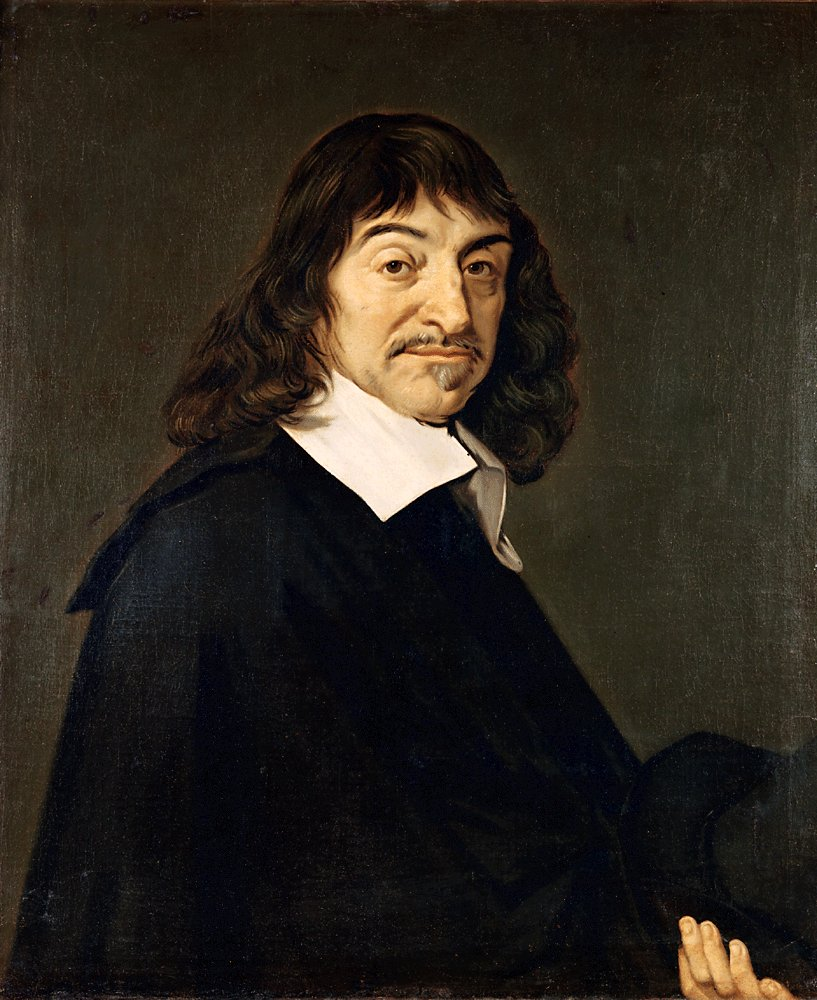
René Descartes
(1596-1650)

- 31 de Março - René Descartes, filósofo e matemático francês (m. 1650).
- 13 de Dezembro - António Luís de Meneses, 1.º Marquês de Marialva, militar português e um dos Quarenta Conjurados (m. 1675).

## Mortes
- 11 de Agosto - Hamnet Shakespeare, filho do celebre poeta e escritor William Shakespeare (n. 1585).
- 14 de outubro - Pardalis Tarconi, matemático, inventor e engenheiro italiano (n. 1533).

## Epacta e idade da Lua
| Epacta gregoriana | 1       |
| Idade da Lua      | Letra a |